# Ngerong
Ngerong is een bestuurslaag in het regentschap Pasuruan van de provincie Oost-Java, Indonesië. Ngerong telt 10.175 inwoners (volkstelling 2010).